# San José de Peña
San José de Peña är en ort i Mexiko.   Den ligger i kommunen Jerécuaro och delstaten Guanajuato, i den centrala delen av landet, 180 km nordväst om huvudstaden Mexico City. San José de Peña ligger 2 009 meter över havet och antalet invånare är 285.
Terrängen runt San José de Peña är huvudsakligen kuperad, men åt nordost är den platt. Runt San José de Peña är det ganska tätbefolkat, med 78 invånare per kvadratkilometer. Närmaste större samhälle är Apaseo el Alto, 18,8 km norr om San José de Peña. I omgivningarna runt San José de Peña växer huvudsakligen savannskog.